# Elisabeth Volkenrath
Elisabeth Volkenrath (Schönau an der Katzbach, 5 september 1919 – Hamelen, 13 december 1945) was een Duitse SS-Oberaufseherin van diverse concentratiekampen tijdens de Tweede Wereldoorlog.
Voor de Tweede Wereldoorlog werkte Volkenrath als kapster. Toen de oorlog begon ging ze werken in een munitiefabriek. Volkenrath werd in oktober 1941 naar Ravensbrück gestuurd. Hier werd ze door Dorothea Binz opgeleid tot SS-Aufseherin en in 1943 werd ze in Auschwitz II (Birkenau) ingezet. Hier nam ze deel aan het selectieproces en mishandelde ze diverse gevangenen. In november 1944 promoveerde ze tot SS-Oberaufseherin en zag ze toe op drie executies. Toen Auschwitz in januari 1945 ontruimd moest worden door de nadering van de Sovjettroepen werd ze overgeplaatst naar Bergen-Belsen. Ze kwam hier op 5 februari 1945 aan en deed als SS-Oberaufseherin dienst onder kampcommandant Josef Kramer. Na enige tijd werd ze ziek en kon ze pas op 22 maart 1945 weer aan de slag. In april 1945 werd ze door de Britten gearresteerd en naar de gevangenis gebracht. Ze stond, net als Irma Grese en veel anderen, terecht in het Bergen-Belsenproces. Ze werd veroordeeld tot de dood en werd op 13 december 1945 op 26-jarige leeftijd in Hamelen opgehangen door de Britse beul Albert Pierrepoint.
- Gemeinsame Normdatei: 1016059086
- International Standard Name Identifier: 0000 0003 5776 9489
- Virtual International Authority File: 187211332